# Sarroca de Bellera
Sarroca de Bellera è un comune spagnolo di 153 abitanti situato nella comunità autonoma della Catalogna.